# 효과 목록
다음은 효과에 관한 목록이다.

## ㄱ
- 강유전체
- 거대자기저항
- 건 효과
- 검은 방울 효과
- 고령 임신
- 곤도 효과
- 과잉정당화 효과
- 광전 효과
- 굴뚝 효과
- 굴뚝 효과
- 근접효과 (전자기학)
- 근접효과 (초전도)
- 기억 효과
- 기회적 동성애

## ㄴ
- 나비 효과
- 낙수 효과
- 네른스트 효과
- 네트워크 효과
- 눈덩이 효과

## ㄷ
- 단어 우월 효과
- 더닝-크루거 효과
- 델린저 현상
- 도미노 효과
- 도시 열섬 효과
- 도플러 효과
- 도플러 효과
- 드하스-판알펜 효과
- 디드로 효과

## ㄹ
- 라이덴프로스트 효과
- 라르젠 효과
- 로빈후드 효과
- 링겔만 효과

## ㅁ
- 마그누스 효과
- 마이스너 효과
- 마이클 크라이튼
- 마차 바퀴 효과
- 마찰전기
- 마태 효과
- 마태 효과
- 만발효과
- 말름퀴스트 효과
- 맥거크 효과
- 모계 영향 유전
- 모링 효과
- 미완성 효과

## ㅂ
- 바넘 효과
- 바넘 효과
- 반송파 감지 다중 접속 및 충돌 탐지
- 방관자 효과
- 방사성 붕괴
- 베르누이 방정식
- 베블런재
- 베스테르마르크 효과
- 벤추리 효과
- 보어 효과
- 부메랑 효과
- 부바/키키 효과
- 부작용 (컴퓨터 과학)
- 부작용
- 브래들리 효과
- 비너스 효과
- 비펠드-브라운 효과
- 비활성 전자쌍 효과

## ㅅ
- 사이먼 효과
- 사회적 촉진
- 서열 위치 효과
- 성형작약탄
- 속물 효과
- 쇄도 효과
- 슈브니코프-드하스 효과
- 슈타르크 효과
- 스트라이샌드 효과
- 스트루프 효과
- 스핀 홀 효과
- 슬래시닷 효과
- 시각 효과
- 심슨 효과
- 심슨 효과

## ㅇ
- 아로노프-봄 효과
- 아인슈타인-드 하스 효과
- 앵커링
- 야르콥스키 효과
- 양자 홀 효과
- 언루 효과
- 연잎 효과
- 열 홀 효과
- 열전 효과
- 열전자 방출
- 오기억
- 오제 효과
- 온실 효과
- 왈런드 효과
- 운동생리학
- 윔블던 효과
- 음펨바 효과
- 음향효과
- 이케아 효과
- 원인과 효과
- 일라이자 효과

## ㅈ
- 자기 선속 고정
- 자기광 커 효과
- 스레숄드 효과
- 적목 현상
- 정보 사일로
- 제3자 효과
- 제이만 효과
- 제이만 효과
- 조지프슨 효과

## ㅊ
- 창시자 효과
- 채찍효과
- 체렌코프 효과
- 체렌코프 효과

## ㅋ
- 카시미르 효과
- 칵테일 파티 효과
- 커 효과
- 케이트 미들턴 효과
- 코리올리 효과
- 콤프턴 산란
- 쿨리지 효과

## ㅌ
- 탈자 효과
- 특수 효과
- 틴들 효과

## ㅍ
- 파이어니어 변칙
- 패러데이 효과
- 편승 효과
- 포인팅-로버트슨 효과
- 표피효과
- 푸르키네 효과
- 플러시보
- 플린 효과
- 피구 효과
- 피그말리온 효과
- 필리프 레나르트
- 필립스 곡선

## ㅎ
- 호손 효과
- 홀 효과
- 회절
- 후광 효과
- 후지와라 효과

## 같이 보기
- 이펙트